# Брустер (округ)
О́круг Бру́стер (англ. Brewster county) — округ штата Техас Соединённых Штатов Америки. На 2000 год в нём проживало 8866 человек. По оценке бюро переписи населения США в 2008 году население округа составляло 9331 человек. Окружным центром является город Алпайн. Округ Брустер является самым большим округом штата, он почти в два раза превосходит штат Делавэр по площади.
На территории округа находится национальный парк Биг-Бенд. Высшая точка этого парка — гора Эмори (2385 м) — одновременно является высшей точкой округа Брустер.

## История
Округ Брустер был сформирован в 1887 году из части округа Пресидио. Он был назван в честь Генри Перси Брустера, военного министра Республики Техас.